# Contea di Yuma (Arizona)
La contea di Yuma, in inglese Yuma County, è una contea dello Stato dell'Arizona, negli Stati Uniti. La popolazione al censimento del 2010 era di 195 751 abitanti. Il capoluogo di contea è Yuma.

## Geografia fisica
Lo United States Census Bureau certifica che l'estensione della contea è di 14294 km², di cui 14281 km² composti da terra e i rimanenti 13 km² composti di acqua.
All'interno della contea si trovano anche la Riserva Fort Yuma e la Riserva Cocopah.

### Contee confinanti
- Contea di La Paz - nord
- Contea di Maricopa - nord-est
- Contea di Pima - est
- Baja California (Messico) - ovest
- Sonora (Messico) - sud
- Contea di Imperial (California) - ovest

### Principali strade ed autostrade
- Interstate 8
- U.S. Highway 95
- Arizona State Route 280

## Storia
La contea venne costituita l'8 novembre 1864 ed è una delle contee originarie dell'Arizona.

## Comuni
- San Luis - city
- Somerton - city
- Wellton - town
- Yuma (capoluogo) - city